# Pedro Manuel Tavares de Almeida
Pedro Manuel Tavares de Almeida (né le 11 décembre 1993) est un cavalier brésilien de dressage.
Il participe aux Jeux olympiques d'été de 2016 à Rio de Janeiro, où il finit 53e de l'épreuve individuelle et 10e de l'épreuve par équipe.
Il participe auparavant aux Jeux équestres mondiaux de 2014 en Basse-Normandie, où il finit 91e de l'épreuve individuelle et 24e de l'épreuve par équipe.
Son frère jumeau Manuel Rodrigues Tavares de Almeida Neto et sa sœur Luiza Tavares de Almeida sont également cavaliers internationaux de dressage.